# O Diário de Mika
O Diário de Mika é uma série de desenho animado brasileira do gênero educativa, produzido pelos estúdios SuperToons. A série que conta a história de Mikaela (Mika), uma menina de 4 anos muito curiosa que está aprendendo a lidar com todas as novidades que o mundo tem para oferecer. 
A série é exibida em rede nacional nos canais ZooMoo Kids, TV Rá Tim Bum, TV Escola, TV Cultura, Band, TV Futura, TV Aparecida, Rede Família, Rede Mais Família, TV A Crítica e Rede Brasil de Televisão. Além de plataformas de streaming como  Amazon Prime Vídeo, PlayKids,  Looke, SBT Vídeos. e FunKids
A série foi nomeada no International Emmy Kids Awards de 2017 na categoria "Kids preschool". Trata-se do prêmio mais importante da televisão mundial.

## Sinopse
A cada acontecimento diferente que surge na vida da protagonista, ela corre até o seu quarto para desenhar em seu tablet a situação vivenciada, uma vez que ainda não é alfabetizada. Toda vez que Mika entra em seu quarto, alguns objetos/brinquedos ganham vida e cada um deles assume um traço da sua personalidade.
São eles:
- Lilá, uma porquinha travesseiro que representa seu lado birrento;
- Bru, um ouriço de pelúcia que representa sua insegurança;
- Blablá, um papagaio fantoche de mão que representa seu lado falador;
- Puquê, um gatinho de pelúcia que representa sua curiosidade;
- Javô, um bicho preguiça espreguiçadeira que representa seu lado preguiçoso
- Abelhuda, uma abelhinha luminária que representa sua criatividade.
- Jujú, uma boneca quando ele era tímido e um pouco chorão.

Enquanto Mika desenha sua história, ela e o seu amigo que mais tem a ver com o tema apresentado no episódio aparecem animados dentro do tablet. Juntos, eles vivem grandes aventuras de maneira que Mika tenha mais um aprendizado para sua vida. Ao final, os personagens cantam uma música que sintetiza e complementa o conteúdo abordado.

## Elenco
| Personagem                                      | Dublador       | Dublador         | Dublador         | Ref.                           |
| Personagem                                      | Português      | Espanhol         | Inglês           | Ref.                           |
| ----------------------------------------------- | -------------- | ---------------- | ---------------- | ------------------------------ |
| Mikaela (Mika)                                  | Levi Aisar     | Luciana Ortega   | Shanti Gleason   | [ 6 ] [ 7 ] [ 8 ] [ 9 ] [ 10 ] |
| Lilá - Lila (espanhol) - Snooty (inglês)        | Caroline Rocha | Elsa Covián      | Bianca Arambulo  | [ 6 ] [ 7 ] [ 8 ] [ 9 ] [ 10 ] |
| Bláblá - Blablá (espanhol) - Bla Blah (inglês)  | Caroline Rocha | Alberto Bernal   | Wilfred Herrera  | [ 6 ] [ 7 ] [ 8 ] [ 9 ] [ 10 ] |
| Javô - Javo (espanhol) - Sleepy (inglês)        | Yako Sideratos | Oscar de la Rosa | Jim de la Fuente | [ 6 ] [ 7 ] [ 8 ] [ 9 ] [ 10 ] |
| Bru - Boo (inglês)                              | Yako Sideratos | Ricardo Bautista | Mitch Tiongson   | [ 6 ] [ 7 ] [ 8 ] [ 9 ] [ 10 ] |
| Abelhuda - Chispa (espanhol) - Busybee (inglês) | Carlos Poney   | Desiree González | Mitch Tiongson   | [ 6 ] [ 7 ] [ 8 ] [ 9 ] [ 10 ] |
| Puquê - Poqué (espanhol) - How So (inglês)      | Carlos Poney   | Sergio García    | Aireen Bondoc    | [ 6 ] [ 7 ] [ 8 ] [ 9 ] [ 10 ] |
| Mãe de Mika                                     | Sarah Regina   | ?                | ?                | [ 6 ] [ 7 ] [ 8 ] [ 9 ] [ 10 ] |
| Avó de Mika                                     | Sarah Regina   | ?                | ?                | [ 6 ] [ 7 ] [ 8 ] [ 9 ] [ 10 ] |
| Pai de Mika                                     | João Plinta    | ?                | ?                | [ 6 ] [ 7 ] [ 8 ] [ 9 ] [ 10 ] |
| Vendedora                                       | Ariana Usai    | ?                | ?                | [ 11 ]                         |
| Gabi                                            | Nathaly Ferr   | ?                | ?                | [ 12 ]                         |

## Lista de episódios
São três temporadas com 26 episódios cada. As temporadas completas estão disponíveis no canal oficial do YouTube, que conta com mais de 1 milhão de inscritos. 
No YouTube, é possível encontrar o canal oficial "El Diario de Mika" que soma mais de 250 mil inscritos e está dublado em espanhol, e o canal "Mika´s Diary" que possui todos os episódios dublados em inglês. Além dos episódios em libras!
O Diário de Mika foi a primeira série infantil no país a ter o conteúdo disponibilizado em libras.

## A animação
O desenho é uma animação 2D com duas linguagens bem definidas: uma para o mundo real de Mika e outra para o mundo desenhado por ela no tablet. As técnicas utilizadas são um misto de animação tradicional e cut-out.

## Olhar Pedagógico
O Diário de Mika se propõe a abordar o fantástico mundo de descobertas e conquistas das crianças em idade pré-escolar, apresentando um novo olhar sobre o tema em questão. Com o intuito de se aproximar mais do público alvo, os temas foram escolhidos a partir da "visão de mundo das próprias crianças". A equipe de roteiristas pesquisou frases que revelam a pureza, a inocência, a sinceridade e, acima de tudo, a criatividade dos pequenos, para a criação dos episódios. A equipe também conta com o apoio de uma psicopedagoga que auxilia desde a construção de conceitos e sinopses até a escolha de temas a serem desenvolvidos. 

## Transmissão
| País        | Emissora(s) | Título             |
| ----------- | --- | ------------------ |
| Brasil      | ZooMoo Kids, TV Rá-Tim-Bum, Band, TV Brasil, TV Escola, Rede Mais Família, TV Cultura, TV Futura, TV Aparecida, YouTube, Rede Brasil de Televisão e Rede Família | O Diário de Mika   |
| Espanha     | La 2, Clan | El diario del Mika |
| Argentina   | Disney Channel, Disney Junior, Pakapaka, TVN Chile | El Diario de Mika  |
| Paraguai    | Disney Channel, Disney Junior, Pakapaka, TVN Chile | El Diario de Mika  |
| Venezuela   | Disney Channel, Disney Junior, Pakapaka, TVN Chile | El Diario de Mika  |
| Uruguai     | Disney Channel, Disney Junior, Pakapaka, TVN Chile | El Diario de Mika  |
| Panamá      | Disney Channel, Disney Junior, Pakapaka, TVN Chile | El Diario de Mika  |
| México      | Disney Channel, Disney Junior, Pakapaka, TVN Chile | El Diario de Mika  |
| Bolivia     | Disney Channel, Disney Junior, Pakapaka, TVN Chile | El Diario de Mika  |
| Perú        | Disney Channel, Disney Junior, Pakapaka, TVN Chile | El Diario de Mika  |
| Porto Rico  | Disney Channel, Disney Junior, Pakapaka, TVN Chile | El Diario de Mika  |
| Colombia    | Disney Channel, Disney Junior, Pakapaka, TVN Chile | El Diario de Mika  |
| Honduras    | Disney Channel, Disney Junior, Pakapaka, TVN Chile | El Diario de Mika  |
| Equador     | Disney Channel, Disney Junior, Pakapaka, TVN Chile | El Diario de Mika  |
| Chile       | Disney Channel, Disney Junior, Pakapaka, TVN Chile | El Diario de Mika  |
| Costa Rica  | Disney Channel, Disney Junior, Pakapaka, TVN Chile | El Diario de Mika  |
| Reino Unido | Cartoonito, Treehouse TV, ABC1, ABC3 | Mika's Diary       |
| Canada      | Cartoonito, Treehouse TV, ABC1, ABC3 | Mika's Diary       |
| Australia   | Cartoonito, Treehouse TV, ABC1, ABC3 | Mika's Diary       |
| Ucrânia     | Niki junior | Щоденники Міки     |
| Bulgária    | bTV | Дневниците на Мика |